# Sceicco Bedreddin
Sceicco Bedreddin (in turco ottomano شیخ بدرالدین), o Sheikh Bedreddin, nome completo Sheikh Bedreddin Mahmud bin Israel bin Abdulaziz; 1359 – 1420) è stato un mistico, teologo e rivoluzionario ottomano.

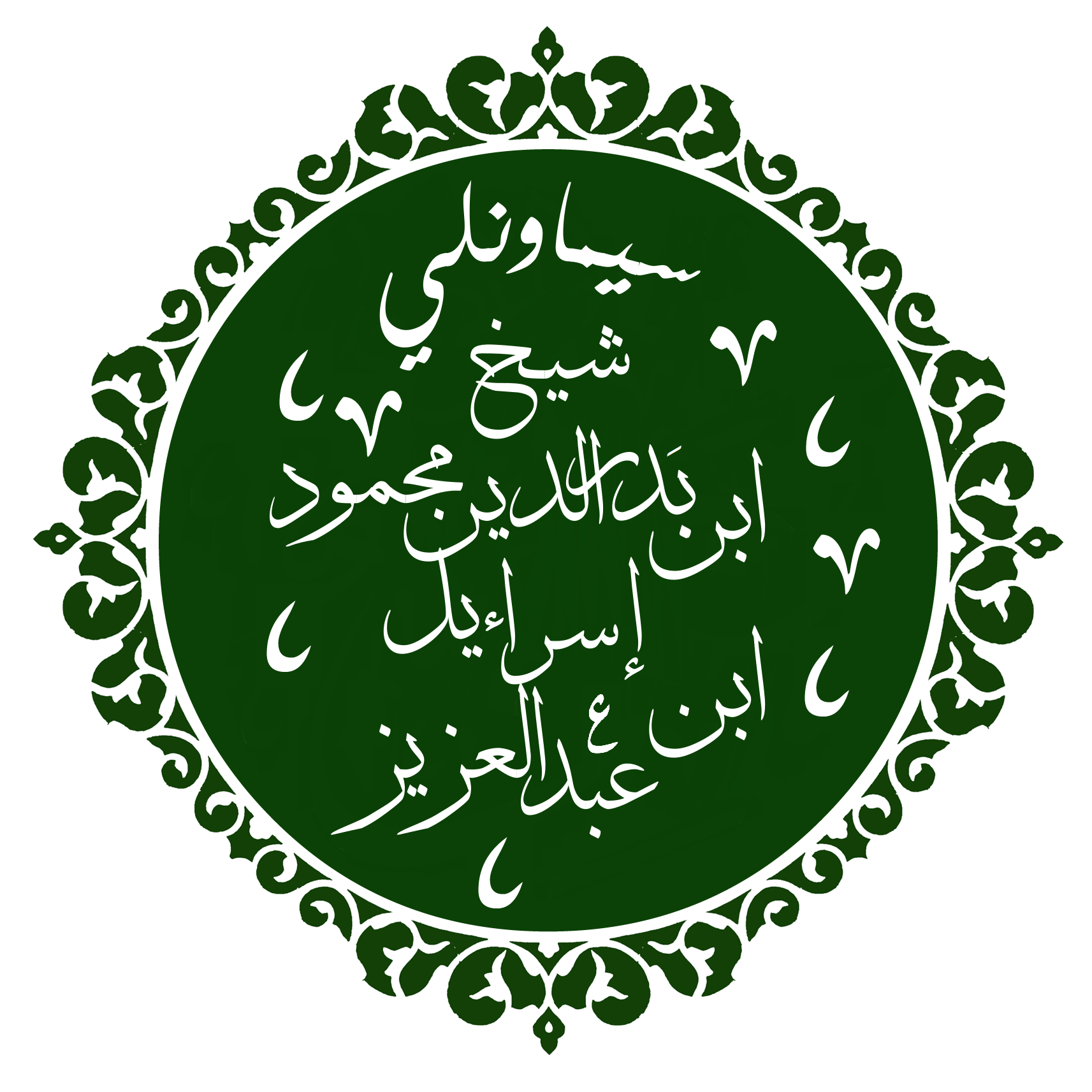
Calligrafia dello Sheikh Bedreddin.

È meglio conosciuto per il suo ruolo in una rivolta del 1416 contro l'Impero ottomano, in cui lui e i suoi seguaci posero una seria sfida all'autorità del sultano Mehmed I e allo stato ottomano.

## Primi anni di vita
Molti dettagli della prima infanzia di Bedreddin sono contestati, poiché molti di essi sono oggetto di leggende e folklore. Nacque nel 1359 nella città di Simavna (Kyprinos), vicino a Edirne. Suo padre era il ghazi della città e sua madre era la figlia di un comandante della fortezza bizantina. In particolare, Bedreddin era di discendenza mista musulmana e cristiana, con madre cristiana e padre musulmano; questo contribuì alle sue credenze religiose sincretiche più avanti nella vita. Lo studioso turco Cemal Kafadar sostiene che le radici ghazi di Bedreddin potrebbero anche aver contribuito al suo impegno per la convivenza religiosa. Nella sua giovinezza fu un kadi per i guerrieri ottomani nelle marce, il che gli diede un'ampia esperienza in giurisprudenza, un campo di studi in cui sarebbe diventato esperto. Bedreddin fu esposto a una varietà di culture diverse durante la sua educazione, viaggiando lontano dal suo luogo di nascita in Tracia. Studiò teologia a Konya, e poi al Cairo, all'epoca la capitale del sultanato mamelucco. Successivamente, si recò ad Ardabil, nell'attuale Azerbaigian iraniano. Ardabil era sotto il controllo dei Timuridi e ospitava il mistico ordine safavide. Circondato da mistici e molto lontano dalle norme religiose dell'Impero ottomano, Bedreddin si trovava in un luogo eccellente per coltivare la sua ideologia religiosa non convenzionale. Lì trovò un ambiente in sintonia con le sue credenze religiose panteistiche, e in particolare con la dottrina dell'"unicità dell'essere". Questa dottrina condannava le opposizioni come quelle della religione e della classe sociale come interferenze nell'unità di Dio e dell'individuo, e tale dottrina era contraria ai crescenti sforzi ottomani per stabilire l'Islam sunnita come religione di stato, la quale, quando fu adottata, Bedreddin si affermò ulteriormente come sovversivo.
Durante l'Interregno ottomano dopo la sconfitta del sultano Bayezid I da parte di Tamerlano nel 1402, Bedreddin servì come kadiasker, o giudice militare capo, del principe ottomano Musa mentre quest'ultimo lottava con i suoi fratelli per il controllo del sultanato ottomano. Insieme al bey Mihaloglu, fu uno dei principali sostenitori del regime rivoluzionario di Musa. Mentre era kadiasker, Bedreddin guadagnò il favore di molti ghazi di frontiera distribuendo il timar tra di loro. Attraverso ciò aiutò questi ghazi non pagati nella loro lotta contro la centralizzazione, segno di una chiara indicazione del suo lato sovversivo.

## Rivolta del 1416
Dopo la sconfitta di Musa da parte del sultano ottomano Mehmed I nel 1413, Bedreddin fu esiliato a Iznik e i suoi seguaci furono espropriati dei loro timar. Tuttavia, decise presto di capitalizzare il clima di opposizione a Mehmed I in seguito al disordine dell'interregno ancora fresco. Lasciando il suo esilio a Iznik nel 1415, Bedreddin si recò a Sinop e da lì attraverso il Mar Nero in Valacchia. Nel 1416 innalzò lo stendardo della rivolta contro lo stato ottomano.
La maggior parte delle rivolte che seguirono ebbe luogo nelle regioni di Izmir, Dobrugia e Saruhan. La maggior parte dei suoi seguaci erano turcomanni. Il resto comprendeva ghazi di frontiera, spossessati Spahi, studenti di medrese e contadini cristiani. La prima di queste ribellioni divampò a Karaburun, vicino a Izmir. Lì, Borkluje Mustafa, uno dei più importanti discepoli di Bedreddin, istigò una rivolta popolare idealistica predicando la proprietà comunitaria dei beni e l'uguaglianza tra musulmani e cristiani. La maggior parte di coloro che si ribellarono erano nomadi turchi, ma tra i seguaci di Borkluje c'erano anche molti cristiani. In totale, circa 6.000 persone si ribellarono contro lo stato ottomano a Karaburun. Torlak Kemal, un altro dei seguaci di Bedreddin, guidò un'altra ribellione a Manisa, e lo stesso Bedreddin fu il capo di una rivolta in Dobrugia, nell'odierna Bulgaria nord-orientale. Il cuore della rivolta della Dobrugia si trovava nella regione di Deliorman a sud del delta del Danubio. Bedreddin trovò discepoli tra molti che erano scontenti del sultano Mehmed; divenne una figura di spicco per coloro che sentivano di essere stati privati dei propri diritti dal sultano, compresi i signori della marcia scontenti e molti di coloro a cui erano stati dati i timar da Bedreddin come kadiasker di Musa, che erano stati revocati da Mehmed.
Queste rivolte rappresentarono una seria sfida all'autorità di Mehmed I mentre tentava di riunire l'Impero ottomano e governare le sue province balcaniche. Sebbene alla fine furono tutte soffocate, la serie di rivolte coordinate e istigate da Bedreddin e dai suoi discepoli fu soppressa dopo solo grandi difficoltà. La ribellione di Torlak Kemal a Manisa fu repressa e lui fu giustiziato, insieme a migliaia di suoi seguaci. La ribellione di Borkluje si oppose più delle altre, sconfiggendo prima l'esercito del governatore di Saruhan e poi quello del governatore ottomano Ali Bey, prima di essere definitivamente schiacciato dal visir Bayezid Pascià. Secondo lo storico greco Doukas, Bayezid massacrò incondizionatamente per assicurare la sconfitta della ribellione, e Borkluje fu giustiziato insieme a duemila dei suoi seguaci. La ribellione della Dobrugia dello sceicco Bedreddin fu di breve durata e terminò quando fu catturato dalle forze di Mehmed e portato a Serres. Accusato di turbare l'ordine pubblico predicando il sincretismo religioso e la proprietà comunale dei beni, fu giustiziato nella piazza del mercato.

## Pensiero e scritti
Lo sceicco Bedreddin era un prolifico scrittore e studioso di religione e un illustre membro della gerarchia religiosa islamica. È spesso considerato una voce di talento nelle scienze religiose, in particolare per i suoi pensieri sulla legge islamica. Per i suoi lavori sulla giurisprudenza è classificato tra i grandi studiosi del pensiero islamico. Molti, dall'altro lato, lo condannano come eretico per le sue idee radicali sul sincretismo religioso. Bedreddin sosteneva di ignorare la differenza religiosa, argomentando contro lo zelante proselitismo a favore di una sintesi utopica delle fedi. Questa interpretazione latitudinaria della religione fu una parte importante di ciò che permise a lui e ai suoi discepoli di istigare un'ampia rivolta popolare nel 1416, unificando una base di appoggio molto eterogenea.
Le origini religiose di Bedreddin erano mistiche. La sua forma di misticismo fu fortemente influenzata dall'opera di Ibn al-'Arabi, ed è noto per aver scritto un commento al libro di al-'Arabi Fusus al-hikam (La Quintessenza della Saggezza). Attraverso i suoi scritti, ha sviluppato una propria forma di misticismo. Il suo libro più significativo, Varidat, o Ispirazioni divine, era una raccolta dei suoi discorsi che riflettevano le sue idee sul misticismo e la religione. Bedreddin era un monista, credendo che la realtà sia una manifestazione dell'essenza di Dio e che il mondo spirituale e quello fisico fossero inseparabili e necessari l'uno all'altro. Come scrive in Varidat, credeva che "Questo mondo e l'altro, nella loro interezza, sono fantasie immaginarie; il paradiso e l'inferno non sono altro che le manifestazioni spirituali, dolci e amare, delle azioni buone e cattive".
le credenze panteistiche di Bedreddin influenzarono fortemente molte delle sue idee politiche e sociali, in particolare la dottrina dell'"unicità dell'essere". Questa dottrina condanna le opposizioni che i suoi aderenti ritengono ostacolino l'unità dell'individuo con Dio, comprese le opposizioni tra le religioni e tra i privilegiati e gli impotenti. Questo sistema di credenze si riflette nelle credenze di Bedreddin e dei suoi discepoli, che, tra le altre cose, predicavano che tutte le religioni erano essenzialmente le stesse, così come che la proprietà dei beni sarebbe dovuta essere comunitaria. Tali idee piacevano molto a coloro che si sentivano emarginati nella società ottomana, e questa ideologia egualitaria svolse un ruolo importante nell'ispirare la rivolta popolare nel 1416.
Lo sceicco Bedreddin aveva chiaramente aspirazioni politiche ambiziose quando iniziò la sua ribellione. Secondo lo storico sunnita del XV secolo Idris di Bitlis, Bedreddin si considerava il Mahdi, che avrebbe determinato l'unità di Dio nel mondo distribuendo le sue terre tra i suoi seguaci. Sebbene il resoconto di Idris sia parziale, le ambizioni di Bedreddin come leader politico e religioso sono evidenti. Arrivò persino a sostenere di discendere dalla casa reale selgiuchide, per rafforzare indubbiamente la sua legittimità come potenziale sovrano. È plausibile che aspirasse a ottenere il sultanato.

## Impatto
La rivolta del 1416 segnò una svolta nella tolleranza dei non musulmani da parte dello stato ottomano. Reprimendo aggressivamente la ribellione e stigmatizzando coloro che si ribellarono, lo stato condannò il malcontento popolare come illegittimo e definì ulteriormente la sua posizione di opposizione agli anticonformisti religiosi. Dopo la rivolta, la presenza turco-musulmana nei Balcani divenne equivalente a una presenza ottomana. La ribellione di Bedreddin rese chiaro agli statisti ottomani che la dissidenza religiosa poteva rappresentare una seria minaccia per la loro struttura amministrativa, e negli anni che seguirono, Murad II, il successore di Mehmed, prese provvedimenti per garantire che l'Islam fosse ulteriormente affermato come religione di stato. Ad esempio, Murad espanse i giannizzeri sulla scia della rivolta di Bedreddin per aumentare il potere militare ottomano, ma anche per creare un flusso costante di cristiani convertiti all'Islam. Ciò dimostra un chiaro spostamento della politica ottomana lontano dalla tolleranza dei non musulmani e più vicino a uno di assimilazione, una tendenza che sarebbe continuata nei secoli a venire.
Le sette dei seguaci di Bedreddin continuarono a sopravvivere a lungo dopo la sua morte. I suoi insegnamenti rimasero influenti e i suoi membri settari furono considerati una minaccia fino alla fine del XVI secolo. Conosciuto come Simavnis o Bedreddinlus, una setta dei suoi seguaci in Dobrugia e Deliorman continuò a sopravvivere per centinaia di anni dopo la sua esecuzione. Non sorprende che il governo ottomano vedesse questo gruppo con grande sospetto. Nel XVI secolo, erano considerati identici ai Kizilbash e perseguitati insieme a loro. Alcune delle dottrine di Bedreddin divennero comuni anche ad altre sette mistiche. Una di queste sette era quella dei Bektashi, un ordine derviscio comunemente associato ai giannizzeri.
Lo sceicco Bedreddin continua ad essere conosciuto in Turchia, specialmente tra socialisti, comunisti e altri esponenti politici di sinistra. Nel XX secolo, è stato riportato alla ribalta dallo scrittore comunista turco Nazim Hikmet, che ha scritto L'epopea dello sceicco Bedreddin per esprimere l'opposizione all'ascesa del fascismo negli anni '30. Il lavoro di Hikmet ha reso popolare Bedreddin come un campione storico del socialismo e un oppositore della tirannia fascista, e il suo nome è rimasto ben noto agli esponenti dello spettro politico di sinistra. Le sue ossa furono riesumate nel 1924, ma i suoi devoti temevano così tanto un contraccolpo contro il nuovo significato politico di Bedreddin da parte del governo turco che non fu sepolto fino al 1961. Fu infine sepolto vicino al mausoleo di Mahmud II, a Istanbul.

## Libri sullo sceicco Bedreddin in turco
- Şaban Er, "Edirne-Simâvne Kâdîsı ve Emîri İsrâ'îl Oğlu Şeyh Bedreddîn Hakkında Son Söz", Kutupyıldızı Yayınları, İstanbul, Hazîran 2016 ( Cildli 657 Sayfa,ISBN 978-605-5291-65-5 ) (L'ultima parola sullo sceicco Bedreddin)
- Cemil Yener : Varidat, Istanbul : Elif Yayınları, 1970.
- Giocattolo Erol : Azap ortakları, 1973.
- Vecihi Timuroğlu : eyh Bedrettin Varidat Ankara : Türkiye Yazıları Yayınları, 1979
- smet Zeki Eyüboğlu : Şeyh Bedreddin Varidat, Derin Yayınları, 1980
- Cengiz Ketene: Varidat: Simavna Kadısıoğlu Şeyh Bedreddin Simavi, 823/1420 ; trc. Cengiz Ketene, Ankara : Kültür Bakanlığı, 1990.
- Seyyid Muhammed Nur : Varidat erhi . Simavna Kadısıoğlu Şeyh Bedreddin Simavi, 823/1420 ; Haz. Mahmut Sadettin Bilginer, H. Mustafa Varlı, Istanbul : Esma Yayınları, 1994
- Radi Fiş: Ben De Halimce Bedreddinem Evrensel Basım Yayın.
- Nazım Hikmet: eyh Bedrettin Destanı YKY.
- Il mio G. Kirikkanat, Gulun Oteki Adi (L'altro nome della rosa)